# 1025 Riema
1025 Riema är en asteroid i huvudbältet som upptäcktes den 12 augusti 1923 av den tyske astronomen Karl Wilhelm Reinmuth. Dess preliminära beteckning var 1923 NX. Asteroiden namngavs senare efter den tyske astronomen Johannes Karl Richard Riem.
Riema tillhör Hungaria-familjen, som kännetecknas av att de ligger på ett avstånd från solen av 1,78 – 2,0 AU och har låg excentricitet.
Riemas senaste periheliepassage skedde den 15 juni 2022. Dess rotationstid har beräknats till 3,581 timmar.

### Fotnoter
1. ↑  Har fått namn efter asteroid 434 Hungaria

1. 1 2 3  Lutz Schmadel (1992). Dictionary of Minor Planet Names, Volym 1. Springer Verlag, Berlin. sid. 88. ISBN 3-540-00238-3. http://books.google.se/books?id=VoJ5nUyIzCsC&pg=PA88&dq=1025+Riema&hl=sv&sa=X&ei=k2S8UuacC6q04ATH84CQCQ&ved=0CEEQ6AEwAQ#v=onepage&q=1025%20Riema&f=false. Läst 1 januari 2014
2. 1 2 3  ”JPL Small-Body Database Browser – 1025 Riema (1923 NX)”. Solar System Dynamics. NASA/Jet Propulsion Laboratory. https://ssd.jpl.nasa.gov/sbdb.cgi?sstr=1025+Riema. Läst 24 maj 2018.
3. 1 2  ”Minor Planet Center 1025 Riema” (på engelska). Minor Planet Center. https://www.minorplanetcenter.net/db_search/show_object?object_id=1025. Läst 25 mars 2022.
4. ↑  Proteus Val Re Kresten (red.) (2012). 1025 Riema. Volutpress. sid. 112. ISBN 978-6-13-881428-3. http://books.google.se/books?id=1liEtgAACAAJ&dq=1025+Riema&hl=sv&sa=X&ei=bFjBUr7uCqOo4ASZyoGQBA&ved=0CEgQ6AEwAA. Läst 1 januari 2014
5. ↑  ”Discovery Circumstances: Numbered Minor Planets (1)-(5000)”. MPC Database. IAU Minor Planet Center. https://www.minorplanetcenter.net/iau/lists/NumberedMPs000001.html. Läst 1 januari 2014.
6. ↑  Spratt, Christopher E. (1990). ”The Hungaria group of minor planets”. Royal Astronomical Society of Canada, Journal 84 (2):  sid. 123–131. ISSN 0035-872X.
7. ↑  ”JPL Small-Body Database Browser – 1025 Riema (1923 NX)”. Solar System Dynamics. NASA/Jet Propulsion Laboratory. https://ssd.jpl.nasa.gov/sbdb.cgi?sstr=1025+Riema. Läst 10 oktober 2022.